# Iglesia de Santo Domingo de Silos (Alarcón)
La iglesia de Santo Domingo de Silos es un templo católico de la localidad española de Alarcón, en la provincia de Cuenca.

## Descripción
Se ubica en el número 1 de la plaza de Santo Domingo de la localidad conquense de Alarcón, en Castilla-La Mancha. La iglesia  tiene planta rectangular de una sola nave, con ábside al frente y torre cuadrada en el piecero. De la bóveda de la nave solo quedaban el tercer tramo (de arista) y los arcos fajones. Quedaban en pie en el momento de su declaración como bien de interés cultural las paredes con sus arcos formeros. La capilla se encuentra en el muro norte y la sacristía al sur.
El ábside es semicircular cubierto con bóveda de arista, con ventanas de rasgado liso hacia el interior y cegada. En el cuerpo anterior, en el muro norte hay una entrada a la capilla lateral, cuadrada, con bóveda de lacería gótica de cinco plementos, triangular el del centro. La bóveda está decorada con pinturas en rojo y negro, que representan cabezas y cuerpos de serpientes. Dicho grafismo estaría directamente relacionado con el escudo de los Pacheco –calderos y serpientes–. Al parecer fue Luis Pacheco de Silva el promotor de la construcción de esta capilla gótica.
Frente a esta capilla, la sacristía, de planta cuadrada, estaba cubierta por una cúpula de media naranja, como atestiguaban unas pechinas todavía existentes, decoradas con las efigies y símbolos de los cuatro evangelistas. Conservaba en el arcosolio de la izquierda el diseño a carboncillo de un Calvario de buena traza y en otros dos, un obispado de pontificial y un san Cristóbal.
En el exterior, en el muro norte, tiene tres ventanas abocinadas, de vano estrecho y arqueado en el centro, en la misma horizontal y en la parte superior del muro. La portada es protogótica, abocinada, con cuatro arcos de bocel, jambas de tres columnas, capiteles de tronco de cono invertido y en la superficie finas estrías, que se juntan en forma de arcada. En el borde superior del arco, hay un tablero de arquitos de herradura con cinta de rosetas, cuatrofoliadas, en serie, siguiendo la curva de los arcos.
La torre, a los pies del templo, es de base cuadrada y su perímetro amplio. Consta de tres cuerpos separados por imposta y está rematada por cornisa de sección de dos baquetones, bajo el alero. Tiene doble tronera por lado, de arco de medio punto para las campanas. Los forjados intermedios de la torre desaparecieron, así como la escalera de acceso a la parte superior. Toda la construcción es de mampostería, con sillares en los esquinales.

## Estatus patrimonial
El edificio fue declarado bien de interés cultural, en la categoría de monumento, el 19 de febrero de 1992, mediante un decreto publicado el día 4 de marzo de ese mismo año en el Diario Oficial de Castilla-La Mancha (DOCM).